# Art Keay
Art Keay, född 19 mars 1907, död 14 oktober 1989, var en friidrottare från Kanada. Han deltog vid olympiska sommarspelen 1928.